# Lupe Ontiveros
Guadalupe Ontiveros (El Paso, 1942. szeptember 17. –‎ Whittier, 2012. július 26.) amerikai színésznő, aki leginkább Yolanda Saldívar szerepéről ismert a Dalok szárnyán című filmből.
Számos filmben és tévéműsorban szerepelt, gyakran játszott szobalányt vagy - karrierje vége felé - tudálékos nagymamát.

## Életpályája
A texasi El Pasóban született Luz „Lucita” Castañón és Juan Moreno középosztálybeli mexikói bevándorlók gyermekeként, akik a formális képzettség hiányát leküzdve egy tortillagyár és két étterem tulajdonosai lettek El Pasóban. Az El Pasó-i középiskolában végzett, majd a texasi Dentonban lévő Texas Woman's University-n tanult, ahol szociális munka szakon szerzett alapdiplomát. Római katolikusnak nevelkedett.
Házasságkötése után férjével Kaliforniába költözött, hogy megvalósítsa álmát, és autóipari vállalkozást indítson. Egy szociális munkás karrierjének elégedetlen időszakában Ontiveros éppen azt próbálta eldönteni, hogy visszamenjen-e az iskolába ápolói diplomát szerezni, amikor meglátott egy cikket arról, hogy helyi filmes statisztákat keresnek. Férje bátorítására elvállalta a munkát, és hosszú színpadi és filmes karriert futott be. A színészkedés előtt 18 évig szociális munkásként dolgozott, és aktivistaként folytatta tevékenységét, ami során számos olyan ügyet támogatott, amelyekkel ebben a szakmában is foglalkozott, mint például a családon belüli erőszak megelőzése, valamint az AIDS-re való figyelemfelhívás és megelőzés.

## Magánélete
Ontiverosnak és férjének, Elías Ontiverosnak három fia született, Alejandro, Elias és Nicholas. A kaliforniai Pico Riverában laktak.

## Halála
2012. július 26-án halt meg a kaliforniai Whittierben lévő Presbyterian kórházban 69 éves korában, májrákkal folytatott küzdelem után. Megemlékezése 2012. augusztus 2-án volt, amelyen részt vettek színésztársai, Eva Longoria, Edward James Olmos és Wilmer Valderrama. Temetése másnap volt, és a Whittierben lévő Rose Hills Memorial Parkban temették el.

## Filmográfia
- Charlie angyalai (1976)
- A világ legnagyobb hősszerelmese (1977)
- Alice (1977-1978)
- A főnök fia (1978)
- A nagy umbulda (1978)
- Kaliforniai lakosztály (1978)
- The White Shadow (1978-1980)
- Cheech és Chong - Újra bevetésen (1980)
- Külvárosi Körzet (1981-1984)
- Állj, határ! (1982)
- Észak (1983)
- Kincsvadászok (1985)
- Illegális kivándorló (1987)
- Rózsafűzéres gyilkosság (1987)
- Ki a főnök? (1988)
- A terror csapdájában (1990)
- Dolly, a gyilkos szellem (1991)
- Mesék a kriptából (1992)
- Tökéletes katona (1992)
- A vér kötelez (1993)
- Rio Diablo - Az Ördögfolyó (1993)
- Az én családom (1995)
- Caroline New Yorkban (1996)
- Vörös cipellők (1996)
- Dalok szárnyán (1997)
- Dave világa (1997)
- A halál ára (1997)
- Lesz ez még így se! (1997)
- Kampókéz 3. - Holtak napja (1999)
- Chuck és Buck (2000)
- El a kezekkel a feleségemtől! (2000)
- A Garcia testvérek (2000-2002)
- Helyzetek és gyakorlatok (2001)
- Telt idomok (2002)
- Texas királyai (2002)
- Passionada - A szerelem játéka (2002)
- Latin pofonok (2002)
- Partymikulás (2002)
- Greetings from Tucson (2002-2003)
- Maya & Miguel (2004-2005)
- Született feleségek (2004-2012)
- Gyűlölt másság (2006)
- Családi karácsony (2007)
- Nancy ül a fűben (2008)
- Family Guy (2009)
- Terepen (2009)
- Reaper - Démonirtók (2009)
- Házasodik a család (2010)
- Partiszerviz színész módra (2010)
- Vak igazság (2010)
- Gazdátlanul Mexikóban 2. (2011)
- Haláli zsaruk (2012)

## Fordítás
- Ez a szócikk részben vagy egészben  a   Lupe Ontiveros című angol Wikipédia-szócikk fordításán alapul.  Az eredeti cikk szerkesztőit annak laptörténete sorolja fel. Ez a jelzés csupán a megfogalmazás eredetét és a szerzői jogokat jelzi, nem szolgál a cikkben szereplő információk forrásmegjelöléseként.